# René Piegl
René Piegl [rené pígl] (* 9. května 1995, České Budějovice) je český hokejový obránce a bývalý mládežnický reprezentant, od roku 2024 je na hostování v týmu HC Tábor.

## Hráčská kariéra
Svoji hokejovou kariéru začal v týmu HC České Budějovice, kde prošel všemi mládežnickými kategoriemi. V květnu 2014 přestoupil do Mountfieldu HK z Hradce Králové, se kterým uzavřel tříletý kontrakt. V ročníku 2013/14 pomohl mužstvu k postupu do juniorské nejvyšší soutěže a zároveň si za něj připsal i několik startů za "áčko" v extralize. Kvůli většímu hernímu vytížení rovněž formou střídavých startů pomáhal prvoligovým celkům HC Havlíčkův Brod a HC Stadion Litoměřice. V lednu 2017 se s Hradcem dohodl na předčasném ukončení smlouvy a jako volný hráč podepsal kontrakt do konce sezony 2016/17 s klubem HC Frýdek-Místek, tehdejším nováčkem druhé nejvyšší soutěže. Od sezony 2021 až do roku 2024 hrál za Mountfield HK. Odtud ve stejném roce odešel do Banesu Motor České Budějovice. Z Budějovic byl poslán na hostování do SC Kolín a do HC Tábor.

## Jednotlivé sezony
- 2023/2024 SC Marimex Kolín - A-tým
- 2009/2010 HC Mountfield - starší a mladší dorost
- 2010/2011 HC Mountfield - starší a mladší dorost
- 2011/2012 HC Mountfield - starší dorost
- 2012/2013 HC Mountfield - starší dorost, junioři
- 2013/2014 ČEZ Motor České Budějovice - junioři
- 2014/2015 Mountfield HK junioři, A-tým (Česká extraliga), HC Rebel Havlíčkův Brod (1. česká liga), Salith Šumperk (1. česká liga)
- 2015/2016 Mountfield HK - junioři, HC Stadion Litoměřice (1. česká liga)
- 2016/2017 HC Stadion Litoměřice (1. česká liga), HC Frýdek-Místek (1. česká liga)
- 2017/2018 HC Frýdek-Místek (1. česká liga)
- 2019/2020 HC Dukla Jihlava (1. česká liga)
- 2020/2021 LHK Jestřábi Prostějov (1. liga)
- 2021/2022 Mountfield HK - (Česká extraliga)
- 2022/2023 Mountfield HK - (Česká extraliga)
- 2023/2024 Mountfield HK - (Česká extraliga)
- 2024/2025 Banes Motor České Budějovice - (Česká extraliga), SC Kolín (1. česká liga), HC Tábor (2. česká liga)